# La Vie en rose (film, 1964)
Pour les articles homonymes, voir La Vie en rose (homonymie).
Pour plus de détails, voir Fiche technique et Distribution.
La Vie en rose (The Pink Phink) est un court métrage d'animation réalisé par Friz Freleng et Hawley Pratt et sorti dans les salles de cinéma le 8 décembre 1964. Il s'agit du premier dessin animé mettant en scène la populaire Panthère rose de Blake Edwards. Il est produit par DePatie-Freleng Enterprises et a été réédité dans la série The Pink Panther Show en tant que dix-neuvième épisode. Le court-métrage a été diffusé dans les salles françaises le 12 avril 1965 sous le titre : « Les Barbouilleurs ».

## Synopsis
La Panthère rose et un peintre anonyme (connu plus tard sous le nom de Gros Nez) sont en concurrence pour savoir si une maison doit être peinte en bleu ou en rose. À chaque fois que le peintre tente de peindre quelque chose en bleu, la panthère le déjoue d'une manière nouvelle. À la fin, le peintre peint, par inadvertance, toute la maison en rose et tout ce qu'il y a autour d'elle. Mais juste avant qu'elle ne déménage dedans, la panthère peint Gros Nez en rose d'un simple claquement de doigts. Le peintre se fâche et se cogne la tête contre une boîte aux lettres. La Panthère rose rentre alors dans la maison alors que le soleil se couche.

## Fiche technique
- Titre original : The Pink Phink
- Titres français : Les Barbouilleurs puis La Vie en rose
- Réalisation : Friz Freleng
- Scénario : John W. Dunn
- Thème musical : Henry Mancini
- Musique : William Lava
- Animation : Don Williams, Bob Matz, Norm McCabe et Laverne Harding
- Peintre décorateur : Dick Ung
- Décors : Tom O'Loughlin
- Montage : Chuck McCann
- Producteur superviseur : Bill Orcutt
- Producteurs : David H. DePatie et Friz Freleng
- Production : Mirisch-Geoffrey-DePatie Freleng Production
- Distribution : United Artists (1966) (cinéma) (USA)
- Durée : 7 minutes
- Son : mono
- Couleurs : 35 mm (De Luxe)
- Langue : anglais
- Pays : États-Unis
- Dates de sortie : 
  -  États-Unis  : 8 décembre 1964
  -  France : 12 avril 1965

## Sortie vidéo
Le cartoon est disponible dans le premier disque de la collection DVD La Panthère rose : Les cartoons.

## Distinction
Le film a été lauréat de l'Oscar du meilleur court métrage d'animation de 1965.